# Avenida del Libertador en Santa Marta

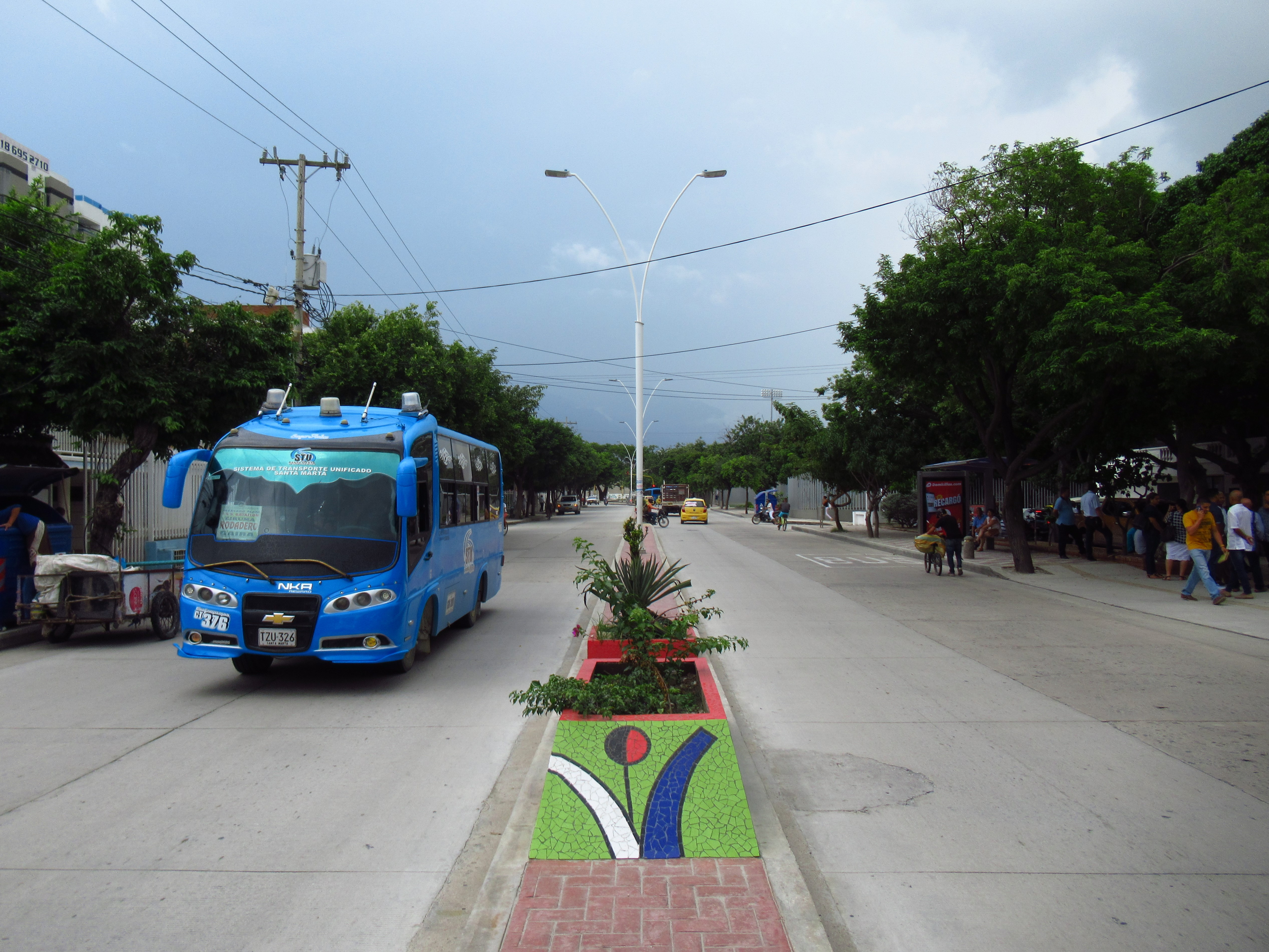
Av Libertador Santa Marta

Es la principal vía de transporte en la capital del departamento del Magdalena en Colombia, hace parte del principal sistema de comunicación vial terrestre.

## Líneas de Transporte
Las principales líneas de transporte público son 03A,03C y 03G. El transporte público consiste en busetas de mediana capacidad en mal estado general, sin servicio de aire acondicionado. También existe el servicio de taxi con tarifas que son cobradas de forma arbitraria por los conductores, a pesar de existir el taxímetro los operarios no los usan con regularidad.

## Estado actual

### Estado de la vía para el año 2022
El gobierno local de la ciudad iniciado con el político Carlos Eduardo Caicedo Omar durante sus doce años de gobierno no realizó ninguna clase de intervención sobre la vía, por lo que el estado es pésimo, el deterioro para la fecha es notable, por lo cual la accidentalidad de ha incrementado.

## Urbanismo
El gobierno militar del general golpista Gustavo Rojas Pinilla nombró como gobernador para el departamento al coronel Rafael Hernández Pardo, quien diseñó para la ciudad las vías de El Rodadero y Taganga, así como la pavimentación de otras rutas como la misma avenida del Libertador.
Actualmente se extiende desde la Avenida del Ferrocarril hasta el sector de Mamatoco.

## Historia
La Avenida del Libertador fue bautizada de esa forma cuando el Libertador Simón Bolívar transitó por esta calle en su carruaje rumbo a la Quinta de San Pedro Alejandrino. El título que se le dio a esta vía se popularizó cuando colocaron la placa en las casas de las familias Londoño y Katime, ubicada sobre la Avenida Del Libertador con 23 indicó: “por aquí pasó Bolívar”.
Anteriormente la vía recibió el nombre de Camino Viejo de Mamatoco.